# Fidena winthemi
Fidena winthemi är en tvåvingeart som först beskrevs av Christian Rudolph Wilhelm Wiedemann 1819.  Fidena winthemi ingår i släktet Fidena och familjen bromsar. Inga underarter finns listade i Catalogue of Life.